# アポロンの地獄
『アポロンの地獄』（アポロンのじごく、伊: Edipo Re、英: Oedipus Rex）は、1967年のイタリア・モロッコのドラマ映画。監督・脚本はピエル・パオロ・パゾリーニ、出演はフランコ・チッティとシルヴァーナ・マンガーノなど。
ソポクレスによる悲劇『オイディプス王』を原作とし、原題もそのままイタリア語で『Edipo Re』であるが、日本語タイトルは全く無関係のものになっている。

## ストーリー
表向きはオイディプス王の物語の映画化であり、その特徴は『奇跡の丘』で提示された、厳しい自然主義である。ソポクレス作品が王となったオイディプスを時の中心とし、災禍が下ったテーバイでアポロンの神託により国から除かねばならないとされた災いの原因をもとめるオイディプスに対して、次々となされる証言や告白によって、誰も知らなかった過去の真実が次第に暴かれて行く形をとるのに対し、映画では全場面が過去から未来へ、時間に従って展開される。
映画はパゾリーニの故郷である現代のボローニャから始まる。母親が出産し、子供が成長したのち、両親の寝所を覗き見たところから突如場面が転換しオイディプスの物語が始まる。オイディプスの物語が終わるとまた現代のボローニャに戻り映画が幕を閉じる。本作の真の姿は著名な作品であるオイディプス王に形を借りたパゾリーニ自身の物語である。

## キャスト
- オイディプス: フランコ・チッティ（イタリア語版）
- イオカステ: シルヴァーナ・マンガーノ - オイディプスの実母。テーバイの王妃。
- メロペ: アリダ・ヴァリ - オイディプスの養母。コリントスの王妃。
- テイレシアス: ジュリアン・ベック（英語版） - 盲目の予言者。
- クレオン: カルメロ・ベネ（イタリア語版） - テーバイの摂政。イオカステの実弟。
- アンゲロス: ニネット・ダヴォリ（イタリア語版） - テーバイの伝令。
- ライオス: ルチアーノ・バルトーリ（イタリア語版） - オイディプスの実父。テーバイの国王。
- ポリュボス: アーメッド・ベルハクミ - オイディプスの養父。コリントスの国王。
- ライオスの従者: フランチェスコ・レオネッティ（イタリア語版） - 赤ん坊のオイディプスを殺すように命じられた男。
- 羊飼い: ジャンドメニコ・ダヴォリ - 赤ん坊のオイディプスを拾った男。コリントスからの使者。
- 司祭: イヴァン・スクラトゥリア（イタリア語版）
- 大祭司: ピエル・パオロ・パゾリーニ

## 音楽
- モーツァルト弦楽四重奏曲第19番ハ長調「不協和音」第一楽章冒頭
- 日本の神楽

## 撮影
メインの場面はモロッコで、プロローグとエピローグはイタリアで撮影された。

## 作品の評価
Rotten Tomatoesによれば、8件の評論のうち高評価は88%にあたる7件、平均点は10点満点中6.9点となっている。